# 樺山資雄 (官僚)

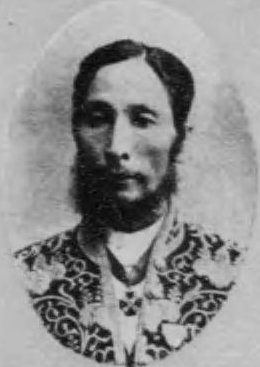
樺山資雄

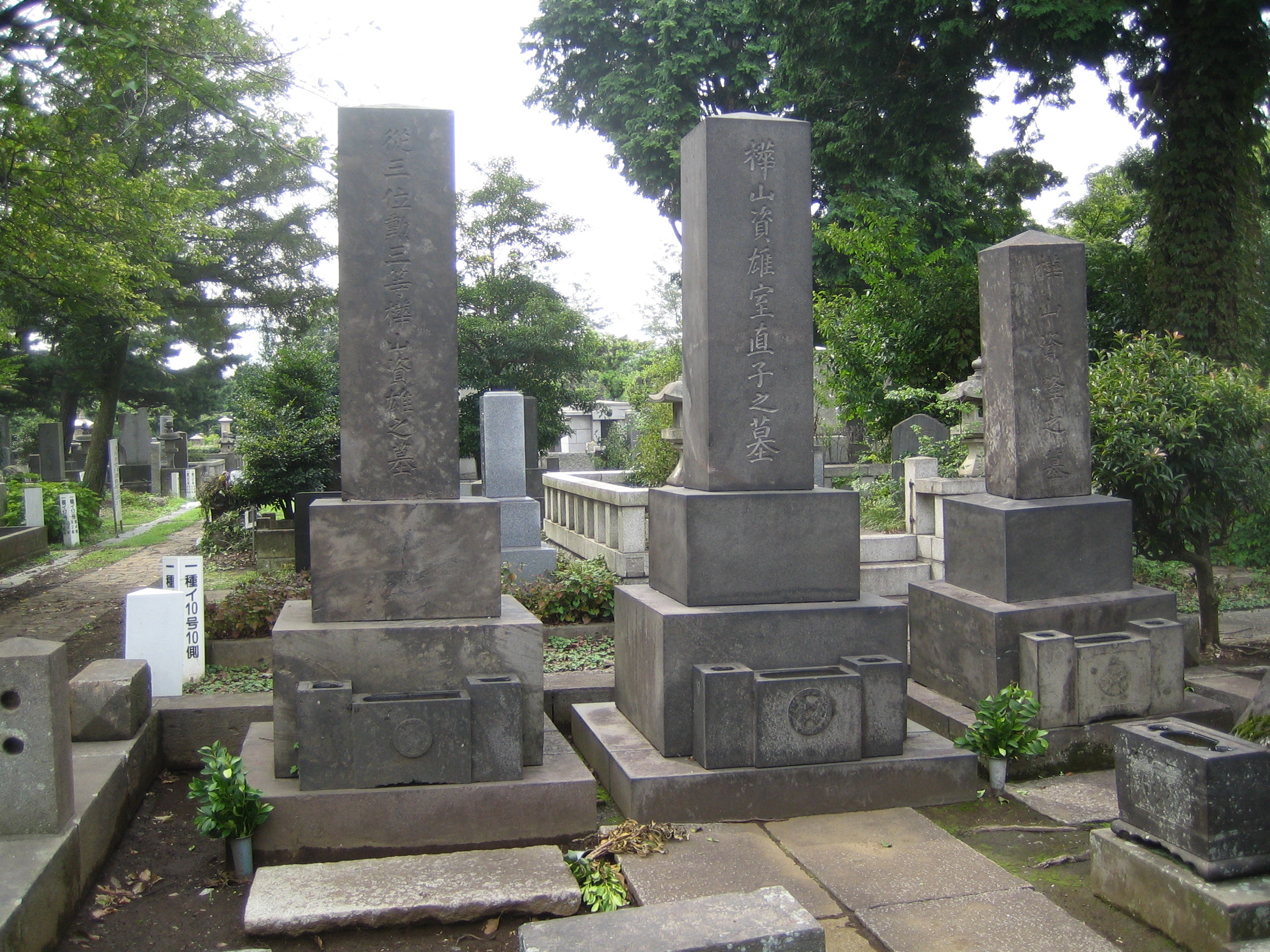
樺山資雄・直子夫妻の墓（青山霊園内）。東京都港区南青山

樺山 資雄（かばやま すけお、1839年5月27日（天保10年4月15日） - 1899年（明治32年）11月16日）は、幕末の薩摩藩士、明治期の官僚。官選県知事。旧姓・春山。

## 経歴
薩摩藩士・春山休兵衛の四男として鹿児島城下で生まれる。母は高島鞆之助の父方叔母。幼名は八十次。嘉永3年（1850年）元服し春山直在（なおあきら）と名乗る。文久2年（1862年）、樺山弥左衛門資始の娘・直子と結婚して、直子の祖父・樺山十郎太資容の養子となり、樺山平左衛門資雄と改名した。ちなみに妻・直子の母である阿幾は大久保利通の母・福の実妹。
明治5年1月15日（1872年2月23日）、新政府に出仕し都城県大属に就任。同年8月27日（9月29日）、陸軍省に転じ十等出仕となり、さらに陸軍会計軍吏補に就任。
1876年1月、地租改正事務局九等出仕となる。1878年7月、茨城県一等属に任じられ、租税課長兼土木課長を務めた。1881年5月、内務一等属となり、以後、内務省御用掛、秋田県少書記官、栃木県少書記官、同県大書記官などを歴任。
1885年1月、栃木県令に就任。以後、栃木県知事、佐賀県知事を歴任。1892年2月の第2回衆議院議員総選挙において選挙干渉を行い死傷者を出し、同年8月に非職となる。1895年3月、岐阜県知事として復帰し、さらに宮城県知事を務める。1898年6月、宮崎県知事に任じられたが、1899年8月、病のため休職。栃木県上都賀郡鶴田の別荘で療養したが、同年11月16日に死去した。

## 栄典・受章・受賞
位階
- 1890年（明治23年）11月1日 - 従四位[2]
- 1898年（明治31年）4月30日 - 正四位[3]
- 1899年（明治32年）10月26日 - 従三位[4]

勲章等
- 1888年（明治21年）5月29日 - 勲六等単光旭日章[5]
- 1889年（明治22年）11月29日 - 大日本帝国憲法発布記念章[6]
- 1890年（明治23年）12月26日 - 勲五等瑞宝章[7]
- 1892年（明治25年）6月29日 - 勲四等瑞宝章[8]
- 1898年（明治31年）12月28日 - 勲三等瑞宝章[9]
- 1899年（明治32年）10月26日 - 旭日中綬章[10]

## 親族
- 二男 樺山資英（貴族院議員）